# San Vicente del Raspeig
San Vicente del Raspeig (hiszp. wym. [sam biˈθen.te ðel rasˈpetʃ]), także jako Sant Vicent del Raspeig (walenc. wym. [ˌsam viˈsɛn del rasˈpetʃ]) – miasto w Hiszpanii w regionie Walencja w prowincji Alicante nad Morzem Śródziemnym. Leży w odległości 6 km od Alicante i 180 km od Walencji. Założone zostało w 1836 roku.